# Hoplitis acuticornis
Hoplitis acuticornis är en biart som först beskrevs av (dufour och Jean Pierre Omer Anne Édouard Perris 1840, och fick sitt nu gällande namn av >. Hoplitis acuticornis ingår i släktet gnagbin, och familjen buksamlarbin.

## Underarter
Arten delas in i följande underarter:
- H. a. acuticornis
- H. a. brunneipes
- H. a. gilva
- H. a. hispanica